# ビッグ・ヒット
『ビッグ・ヒット』（The Big Hit）は、1998年にアメリカで製作されたアクションコメディ映画。

## ストーリー
殺し屋のメルは、凄腕だが極度のお人好し。彼は分け前をかすめ取っていく殺し屋仲間や、ことあるごとに金をせびるフィアンセと愛人、そして長期延滞している『キングコング2』のビデオテープの返却をせがむレンタルビデオ店に責められ、ついに胃薬が手放せない身体になってしまっていた。金を稼ぐために仲間のシスコの悪事に加担することになったメルは、日系実業家ジロー・ニシの娘ケイコを誘拐し、彼女を自分の家に匿うことにする。だが、実はジローには莫大な借金があり、しかもメルたちの組織のボスはケイコの名付け親だったことから、ボスは誘拐犯の殺害を部下に命令する。これを知ったシスコは、あっさりメルを見捨てて、あろうことか彼に己の悪事の全てを押し付けてしまう。そうとは知らないメルは、ケイコに危害を加えることもなく、優しく彼女の面倒を見ていた。そんな彼に、シスコ率いる殺し屋軍団や、フィアンセとその両親、そしてビデオ店からの最後通告が迫っていた。

## キャスト
| 役名                       | 俳優                             | 日本語吹替 |
| -------------------------- | -------------------------------- | ---------- |
| メルビン“メル”・スマイリー | マーク・ウォールバーグ           | 森川智之   |
| シスコ                     | ルー・ダイアモンド・フィリップス | 江原正士   |
| パム・シュルマン           | クリスティナ・アップルゲイト     | 雨蘭咲木子 |
| パリス                     | エイヴリー・ブルックス           | 廣田行生   |
| クランチ                   | ボキーム・ウッドバイン           | 天田益男   |
| ビンス                     | アントニオ・サバト・Jr           | 坂口賢一   |
| ケイコ・ニシ               | チャイナ・チャウ                 | 三石琴乃   |
| ジーン・シュルマン         | レイニー・カザン                 |            |
| モートン・シュルマン       | エリオット・グールド             |            |
| ジロー・ニシ               | サブ・シモノ                     | 藤本譲     |
| ガンプ                     | ロビン・ダン                     | 宮本充     |
| シャンテル                 | レラ・ローション                 |            |
| ビデオ屋の少年             | ダニー・スミス                   |            |